# Квинсленд
Кви́нсленд (англ. Queensland, дословно — Земля Королевы) — штат на северо-востоке материковой части Австралии. Население — 5 418 453 человека (3-е место среди штатов страны). Столица и крупнейший город — Брисбен. Девиз: лат. Audax at Fidelis («Смелый, но верный»). Официальные прозвища — «Штат солнечного сияния» и «Умный штат» (Sunshine State, Smart State).
Первыми поселенцами региона были австралийские аборигены и островитяне пролива Торреса, которые прибыли, согласно различным методам датирования, 40 000—65 000 лет назад. Позже, после прибытия европейских колонистов, на территории Квинсленда была создана британская колония, ставшая отдельной административно-территориальной единицей 6 июня 1859 года. Эта дата теперь ежегодно отмечается как День Квинсленда.
Территория, которую ныне занимает Брисбен, изначально была колонией Мортон-Бей, предназначенной для ссылки туда осуждённых-рецидивистов, которые совершили повторное преступление, находясь в ссылке в Новом Южном Уэльсе. Позднее власти штата стали поощрять создание свободных поселений, что на сегодняшний день привело к развитию сельского хозяйства, туризма и использования природных ресурсов.
Большинство населения штата проживает в Юго-Восточном Квинсленде, включающем в себя столицу Брисбен, Логан-Сити, Редланд-Сити, Ипсуич, Тувумбу, а также Голд-Кост и Саншайн-Кост. Остальные важные региональные центры: Кэрнс, Таунсвилл, Маккай, Рокгемптон, Бандаберг, Харви-Бей, Ингем и Маунт-Айза.

## Название
Штат получил своё название в честь королевы Виктории, которая 6 июня 1859 года подписала указ о создании нового штата на части территории Нового Южного Уэльса. Популярная в те времена Виктория предпочла название в честь себя Куксленду, которое предлагал местный влиятельный пресвитерианский священник Джон Данмор Лэнг в честь английского мореплавателя Джеймса Кука. В честь этой королевы также был назван южный австралийский штат Виктория.

## География
Территория Квинсленда занимает площадь 1 730 648 км² (второе место среди штатов страны). На севере штат омывается водами залива Карпентария и Коралловым морем Тихого океана, на востоке — Тихим океаном. На юге Квинсленд граничит с Новым Южным Уэльсом, на западе — с Северной Территорией и Южной Австралией.
Столица штата Брисбен находится на побережье в 100 км севернее границы с Новым Южным Уэльсом. На территории штата расположен Маунт-Айза — пятый по площади город в мире. Площадь города более 40 000 км². Квинсленд делится на 11 крупных географических регионов и 3 меньших (Атертон, Грэнит-Белт и Ченнел-Кантри), расположенных на крайнем юго-западе штата.
Квинсленд богат живописными местами природного происхождения, такими как: Саншайн-Кост и Голд-Кост, имеющие лучшие пляжи штата; горы Баня и Большой Водораздельный хребет с многочисленными водопадами (в том числе здесь расположен самый высокий водопад Австралии — Уолламен), местами для пикников и великолепными пейзажами; ущелье Карнарвон; острова Уитсанди и остров Хинчинбрук.
В штате пять охранных зон объектов Всемирного наследия: Австралийский заповедник окаменелостей млекопитающих в Риверслей в Галф-Кантри, Центрально-восточный заповедник тропических лесов, остров Фрейзер, Большой Барьерный риф и Влажные тропики Квинсленда.

### Климат
Из-за большого размера штата климат в разных частях его территории крайне разнообразен. Малое количество осадков и жаркое лето характерны для внутреннего запада, муссонный ‘влажный’ сезон для крайнего севера и умеренно тёплый климат для прибрежной полосы. Температурный минимум типичен для внутренних и южных районов штата. Климат прибрежной полосы находится под влиянием тёплых вод океана, что обуславливает отсутствие экстремальных температур и постоянную влажность для осадков.
Есть пять климатических зон преобладающих в Квинсленде и различающихся по температуре и влажности:
- жаркое влажное лето (крайний север и побережье)
- тёплое влажное лето (прибрежные возвышенные внутренние районы и прибрежный юго-восток)
- жаркое сухое лето, умеренная зима (центральный запад)
- жаркое сухое лето, холодная зима (южный запад)
- умеренно-тёплое лето, холодная зима (внутренний юго-восток, например Грэнит-Белт)

Тем не менее большинство населённых пунктов Квинсленда подвержены сменам двух сезонов: «зимнего» с преобладанием тёплых температур и минимальным количеством осадков, и душного летнего с высокими температурами и большим количеством осадков.
Среднегодовая статистика для некоторых центров Квинсленда:
| город     | мин. темп. °C | макс. темп. °C | кол. ясных дней | осадки, мм |
| --------- | ------------- | -------------- | --------------- | ---------- |
| Брисбен   | 14            | 26             | 123             | 1061       |
| Маккай    | 18            | 27             | 113             | 1667       |
| Кэрнс     | 20            | 29             | 86              | 2223       |
| Таунсвилл | 18            | 29             | н/д             | 1144       |

Зафиксированный официально максимум температуры в штате составил 49,5 °C, Бердсвилл 24 декабря 1972 года (максимум составивший 53,1 °C, Клонкарри 16 января 1889 года не признан официально).
Минимум температуры −10.6 °C, Станторп 23 июня 1961 года и Зе Хермитедж 12 июля 1965 года.

## История
История региона насчитывает тысячи лет, включая в себя длительный аборигенный (доколониальный) период и времена колонизации Австралии европейскими поселенцами. Первые австралийские аборигены пришли в регион около 40000 лет назад, а
первыми мореходами, исследовавшими северо-восток Австралии до того как её обнаружил капитан Джеймс Кук в 1770 году, были голландцы, португальцы и французы. В июне 2009 года была отмечена 150-летняя годовщина создания штата и отделения его от Нового Южного Уэльса. Квинсленд был ареной военных столкновений между аборигенами и колонистами, а также одним из центров трудовой миграции канаков с островов Океании.

## Власть
Исполнительная власть представлена губернатором, которого представляет и назначает король Карл III по рекомендации премьера. С 2014 года пост губернатора занимает Пол де Джерси. Глава правительства — премьер, назначаемый губернатором при обязательном утверждении его кандидатуры Законодательным собранием. Пост премьера с 2015 года занимает Анастейша Палащук, представляющая Австралийскую лейбористскую партию. Остальные министры, формирующие Исполнительный совет, назначаются губернатором из числа членов Законодательного собрания по рекомендации премьера.
Парламент Квинсленда, или Законодательное собрание, является однопалатным. Квинсленд — единственный австралийский штат с однопалатным законодательным органом. Двухпалатная система существовала до 1922 года, когда Законодательный совет был упразднён лейбористскими членами «команды самоубийц», так названными из-за того, что их назначили для голосования за упразднение своих должностей и постов.
Судебная система Квинсленда состоит из Верховного и Окружного суда, утверждённых в соответствии с Конституцией Квинсленда, а также различных других судов и трибуналов, утверждённых обычными актами парламента Квинсленда.
В 2001 году Квинсленд принял новую кодифицированную конституцию, отменяющую большинство различных парламентских законов, являвшихся частью прежней конституции. Новая конституция вступила в силу 6 июня 2002 года, в годовщину подписания королевой Викторией грамоты о формировании колонии Квинсленд в 1859 году.

## Демография
Основная часть населения Квинсленда проживает вне столицы, что отличает его от других материковых штатов. На июнь 2004 года численность столичного населения составила 45,7 % от населения штата, по стране же в целом столичное население составляет 63,8 % от общего числа жителей.
- Христиане: 70,9 %:
  - Католики: 24,9 %
  - Англикане: 22,3 %
  - Объединённая церковь: 8,4 %
  - Лютеране: 2,1 %
  - Другие: 13,2 %
- Не христиане: 2,3 %
  - Буддисты: 1,1 %
  - Мусульмане: 0,4 %
  - Индуисты: 0,3 %
  - Иудеи: 0,1 %
  - Другие: 0,4 %
- Неверующие: 14,8 %
- Не указали: 12,0 %

9 декабря 2005 года численность населения Квинсленда официально достигла отметки в 4 миллиона человек. Квинсленд является наиболее динамично развивающимся штатом Австралии, в который прибывает более 1500 человек в неделю, из них 1000 в южную часть штата. Согласно прогнозам к концу 2020 года Квинсленд станет вторым по населению штатом Австралии. По данным Управления Квинсленда по экономическим и статистическим исследованиям численность населения штата на конец 2007 года насчитывала 4 228 290 человек, что составляет почти 20 % от всего населения Австралии.
В 2007 году суммарный коэффициент рождаемости по Квинсленду достиг значения 2,09, что стало наивысшей отметкой после 1977 года.

## Экономика
Экономика Квинсленда на протяжении последних 20-ти лет переживала бум в сфере туризма и горной промышленности. Значительный приток австралийских и зарубежных мигрантов, большое количество инвестиций федерального правительства, увеличение добычи полезных ископаемых и постоянно растущий аэрокосмический сектор обеспечивают самый быстрый рост экономики среди австралийских штатов до обозримого будущего.
С 1992 по 2002 год рост Валового Продукта Штата Квинсленда превзошёл показатели всех других штатов и территорий. В этот период ВПШ Квинсленда возрастал на 5,0 % ежегодно, в то время как Валовой Внутренний Продукт (ВВП) Австралии ежегодно рос в среднем на 3,9 %.
В 2003 году в Брисбене был самый низкий прожиточный минимум среди всех столиц штатов Австралии. Но уже по состоянию на конец 2005 года он стал третьим по стоимости проживания среди столиц штатов после Сиднея и Канберры, обогнав в стоимости жизни Мельбурн на 15 000$.
Первичный сектор экономики включает в себя: выращивание бананов, ананасов, арахиса, большого разнообразия других овощей и фруктов умеренного климата и тропиков, зерновых, виноделие, животноводство, производство хлопка, сахарного тростника, шерсти и добывающую промышленность: бокситы, уголь, серебро, свинец, цинк, золото и медь.
Вторичный сектор экономики в основном представляет собой дальнейшую обработку вышеупомянутой продукции первичного сектора: бокситы из Уэйпы перерабатывают в глинозём в Гладстоне. Есть также переработка меди и переработка сахарного тростника на сахар.
Главными отраслями третичного сектора являются розничная торговля и туризм.
Правительство Квинсленда уделяет много внимания развитию аэрокосмической отрасли на территории штата. Среди лидеров отрасли компания Gilmour Space Technologies, разрабатывающая собственную космическую ракету-носитель Eris. Для запуска ракеты на территории порта Эббот-Пойнт построен космодром Боуэн (англ. Bowen Orbital Spaceport). Ожидается, что ракетно-космическая отрасль штата предоставит 60000 новых рабочих мест.

### Туризм
Туризм является ведущей отраслью третичного сектора экономики Квинсленда. Ежегодно Штат солнечного сияния привлекает миллионы австралийских и иностранных туристов. Квинсленд — штат контрастов, состоящих из солнечных тропических прибрежных районов, пышных тропических лесов и засушливых внутренних областей.
Основными туристическими достопримечательностями являются:
- Большой Барьерный риф
- Брисбен
- Уитсанди (Эйрли-Бич, Уайтхевен-Бич, Гамильтон-Айленд, Дейдрим-Айленд)
- Голд-Кост
- Крайний Север Квинсленда (Кэрнс, Порт-Дуглас, Дэинтри)
- остров Норт-Страдброк и остров Саут-Страдброк
- Саншайн-Кост
- Северный Квинсленд (Таунсвилл, остров Магнетик)
- Харви-Бей/остров Фрейзер

Квинслендский Голд-Кост иногда называют «Столицей Тематических Парков Австралии» за его пять главных парков развлечений:
- Вет-н-Уайлд
- Дримуорлд
- Муви-Уорлд
- Си-Уорлд
- Уайтуотер-Уорлд

Имеются также парки дикой природы, включая:
Голд-Кост
- Заповедник живой природы «Керрамбин» в Керрамбине
- Парк дикой природы Дэвида Флия в Берли-Хедс

Саншайн-Кост
- Океанариум «Подводный Мир» в Мулулабе
- Зоопарк Австралии имени Стивена Ирвина вблизи Бирва/Гласхауз-Маунтинс

(дом Стива Ирвина вплоть до его смерти 4 сентября 2006 года)
Брисбен
- Лоун Пайн Коала в Фиг-Три-Покет
- Брисбенский лесопарк в Зе Гэп
- Зоопарк Алма-Парк в Дакабине

К северу от Брисбена
- Заповедник живой природы «Камбартчо» (первоначально Заповедник живой природы «Баня-Парк»)

Проживание в гостиницах Квинсленда составляет около 22 % от общей суммы расходов туриста, далее следуют рестораны/питание (15 %), стоимость авиабилетов (11 %), топливо (11 %), и шоппинг/покупка подарков (11 %).
Правительство Квинсленда ожидает прирост туристического потока в связи с началом эксплуатации космодрома Боуэн.

## Транспорт
Через Квинсленд проходит ряд Национальных шоссе, в частности через Юго-Восточный Квинсленд проходят такие высококачественные автомагистрали как шоссе Брюса (местное обозначение A1 или международное M1).
Основными железнодорожными компаниями являются Квинсленд-Рэйл и Пасифик-Нэшнл преимущественно обслуживающие прибрежные порты, включая Брисбенский порт и вспомогательные порты Гладстона и Таунсвилла.
Аэропорт Брисбена является главным в штате для международного и местного авиасообщения. Аэропорты Голд-Коста и Кэрнса являются двумя следующимим по значению в обслуживании международных рейсов. Другие региональные аэропорты обслуживают внутреннее сообщение: Грейт-Барриер-Риф, Харви-Бей, Маккай, Маунт-Айза, Прозерпайн/Уитсанди-Кост, Рокгемптон, Саншайн-Кост и Таунсвилл.
Передвижение пассажиров в Юго-Восточном Квинсленде осуществляется с помощью комплексной системы общественного транспорта ТрансЛинк, состоящей из автобусного, железнодорожного и паромного сообщения. Также есть региональная автобусная сеть и железнодорожное сообщение с другими штатами. В большинстве региональных центров имеются автовокзалы.
В Эббот-Пойнт на берегу Кораллового моря находится основанный в 1984 году экспортный терминал Северного Квинсленда — самый северный глубоководный угольный порт Австралии, расположенный примерно в 25 км (16 миль) от посёлка Боуэн (Регион Уитсанди) и в 150 км от Таунсвилла. Властями одобрено строительство космодрома в Эббот-Поинте.

## Университеты
- Австралийский Католический Университет (Брисбенский кампус)
- Квинслендский Технологический Университет
- Университет Бонд
- Университет Гриффит
- Университет Джеймс Кук
- Университет Квинсленда
- Университет Саншайн-Коста
- Университет Центрального Квинсленда
- Университет Южного Квинсленда

## Спорт
Штат Квинсленд представлен во всех национальных спортивных соревнованиях Австралии, а также проводит ряд внутренних и международных спортивных мероприятий. Наиболее популярные виды спорта — крикет и регбилиг. Ежегодная регбийная серия Стейт оф Ориджин — главное спортивное событие в Квинсленде.
Плавание также популярный вид спорта в штате, большинство членов сборной Австралии и победителей международных соревнований родом из Квинсленда. На Летних Олимпийских играх 2008 квинслендские пловцы выиграли все шесть золотых медалей Австралии.
Главные профессиональные команды:
- Австралийский футбол: Брисбен Лайонз
- Баскетбол: Таунсвилл Крокодайлс, Кэрнс Тайпанз и Голд-Кост Блейз
- Нетбол: Квинсленд Файрбёрдз
- Регби-15: Квинсленд Редс
- Регбилиг:
  - Представитель: Квинсленд Марунз
  - Клубы: Брисбен Бронкос, Голд-Кост Тайтанс и Норт Квинсленд Ковбойс
- Футбол: Брисбен Роар

Спортивные мероприятия:
- Гран-при Голд-Коста
- Мировой чемпионат по сёрфингу
- Стейт оф Ориджин
- V8 Supercars

## Официальные символы
| Символ                                       | Название                                          | Изображение                     | Символ принят     | Примечания                                                            |
| -------------------------------------------- | ------------------------------------------------- | ------------------------------- | ----------------- | --------------------------------------------------------------------- |
| Флаг штата                                   | Флаг Квинсленда                                   | Флаг Квинсленда                 | 1876              |                                                                       |
| Нагрудный знак штата                         | Нагрудный знак Квинсленда                         | Государственный знак Квинсленда | 29 ноября 1876 г. |                                                                       |
| Герб штата                                   | Герб Квинсленда                                   | Герб Квинсленда                 | 1893              |                                                                       |
| Девиз штата                                  | Audax at Fidelis, Bold but Faithful               |                                 | 1893              | Как правило, демонстрируется вместе с другими элементами герба штата. |
| Цвет штата                                   | каштановый                                        |                                 | 13 ноября 2003 г. |                                                                       |
| Символ штата, связанный с водной экосистемой | Барьерный риф, рыба-анемон (Amphiprion akindynos) | Барьерный риф, рыба-анемон      | 8 марта 2005 г.   |                                                                       |
| Символ-животное                              | Коала                                             | коала                           | 1971              |                                                                       |
| Символ-птица                                 | австралийский журавль (Grus Rubicunda)            | австралийский журавль           | 1986              |                                                                       |
| Символ-растение                              | Dendrobium bigibbum                               | Куктаун орхидея                 | 1959              |                                                                       |
| Драгоценный камень                           | Сапфир                                            | Сапфир                          | Август 1985       | Сапфир любого цвета является символом Квинсленда.                     |
| Логотип правительства                        | Логотип правительства Квинсленда                  |                                 | Август 2012       |                                                                       |

## Галерея
- Гриб морской звезды (Aseroe rubra) в Квинсленде
- Поля сахарного тростника окружают посёлок Прозерпайн и его сахарный завод
- Кэландра и северная оконечность острова Брайби